# Памятник Ленину на Павловской улице
Памятник В. И. Ленину установлен в 1967 году в Москве в сквере на Павловской улице напротив Московского электромеханического завода имени Владимира Ильича. Неподалёку от этого места 30 августа 1918 года на него было совершено покушение. Авторы памятника — скульптор В. Б. Топуридзе и архитектор К. Т. Топуридзе. Памятник имеет статус объекта культурного наследия федерального значения.

## История
В. И. Ленин неоднократно посещал завод Михельсона, где выступал перед рабочими. Здесь 30 августа 1918 года на него было совершено покушение, в результате которого он был тяжело ранен.
В 1922 году на месте этого покушения рабочие завода установили памятный камень из красного полированного гранита. На лицевой стороне высечены слова: «Первый камень памятника на месте покушения на жизнь вождя мирового пролетариата Владимира Ильича Ленина. 30 августа 1918 г — 1 ноября 1922 г.». Надпись на обратной стороне гласит: «Пусть знают угнетенные всего мира, что на этом месте пуля капиталистической контрреволюции пыталась прервать жизнь и работу вождя мирового пролетариата Владимира Ильича Ленина».
7 ноября 1947 года на площади перед заводом неподалёку от памятного камня установили гранитный памятник В. И. Ленину работы скульптора С. Д. Меркурова и архитектора А. Ф. Жукова. В 1960 году к 90-летию со дня рождения Ленина сквер вокруг памятника был значительно расширен. В 1967 году памятник работы С. Д. Меркурова переместили на территорию завода, а на его месте установили нынешний монумент работы скульптора В. Б. Топуридзе и архитектора К. Т. Топуридзе.
Нынешний памятник Ленину на Павловской улице был установлен по инициативе старых большевиков завода имени Владимира Ильича. Скульптор и архитектор работали над памятником непосредственно в одном из цехов завода, где их консультировали ветераны, лично присутствовавшие на выступлениях Ленина. Рабочими завода имени Владимира Ильича были изготовлены все формы для скульптуры, которые затем были отправлены на ленинградский завод «Монументскульптура» для отливки из бронзы.
Памятник Ленину был торжественно открыт 1 ноября 1967 года, в канун 50-летия Октябрьской революции. Пятиметровая бронзовая скульптура установлена на высоком гранитном постаменте. Ленин изображён в полный рост в пальто и кепке.